# San Diesel
San Diesel − prototyp autobusu międzymiastowego, skonstruowany w 1958 roku w Sanockiej Fabryce Autobusów.

## Historia modelu
W pierwszej połowie lat 50. w Biurze Konstrukcyjnym Przemysłu Motoryzacyjnego w Warszawie rozpoczęto prace konstrukcyjne nad silnikiem wysokoprężnym, który miał być zastosowany w nowych modelach polskich samochodów ciężarowych i autobusów. Prace nad jednostką wysokoprężną rozpoczęte zostały ze względu, na konieczność zmniejszenia kosztów eksploatacji pojazdów wyposażonych w silniki benzynowe rodziny S42. W 1958 roku w Sanockiej Fabryce Autobusów skonstruowano odmianę międzymiastowego autobusu San H01A, wyposażoną w prototypowy silnik wysokoprężny typu S53 oraz rozpoczęto testy drogowe tego pojazdu.
Prototypowy autobus San Diesel, posiadał nadwozie typu wagonowego o wręgowo-powłokowej konstrukcji samonośnej. Poszycie zewnętrzne wykonane było z płatów blach stalowych o grubości około 1,5 mm, które mocowane były do konstrukcji nośnej pojazdu. W stosunku do modeli San H01A i San H01B zmieniono stylistykę ściany czołowej nadwozia. Wyposażona została ona w zmieniony wlot powietrza oraz w dwuczęściową, dzieloną, giętą szybę. W prawej ścianie bocznej autobusu, na zwisach przednim i tylnym umieszczone zostały dwie pary otwieranych ręcznie, zamocowanych na przedniej krawędzi drzwi, prowadzących do wnętrza pojazdu. Konfiguracja wnętrza umożliwiała przewóz 35 pasażerów na stałych miejscach siedzących oraz 8 na dodatkowych siedzeniach rozkładanych. Przestrzeń pasażerska wykończona została lakierowanymi płytami pilśniowymi. Model ten nie został wyposażony w podpodłogowe bagażniki, z tego powodu do przewozu bagażu pasażerów przewidziane zostały wewnętrzne półki umieszczone nad oknami bocznymi oraz bagażnik dachowy o maksymalnym obciążeniu 300 kg.
Do napędu autobusu zastosowano prototypowy 6-cylindrowy, rzędowy silnik wysokoprężny typu S53 o pojemności skokowej 5650 cm³ i mocy maksymalnej 73,5 kW (100 KM). Jednostka napędowa zblokowana została z 5-biegową manualną, niezsynchronizowaną skrzynią biegów. Silnik umieszczony został w przedniej części pojazdu nad osią kół przednich, napęd na koła tylne przekazywany był poprzez wał o konstrukcji rurowej. W układzie jezdnym zastosowano sztywną oś przednią opartą na podłużnych półeliptycznych resorach piórowych oraz hydraulicznych amortyzatorach ramieniowych. Zawieszenie osi tylnej stanowił sztywny most napędowy, który zawieszony został na półeliptycznych resorach piórowych, dodatkowo wspartych przez pomocnicze resory piórowe.
Po przeprowadzeniu badań oraz testów drogowych tego pojazdu, nie zdecydowano o rozpoczęciu jego produkcji seryjnej. Przyczyną była niedopracowana konstrukcja jednostki napędowej, która wprowadzona została do produkcji po dalszych udoskonaleniach w 1962 roku. Dwa lata później Sanocka Fabryka Autobusów rozpoczęła produkcję autobusów San H27A i San H27B, które były pierwszymi modelami tego producenta, wyposażonymi w silniki wysokoprężne.